# 吉田類の酒場放浪記
『吉田類の酒場放浪記』（よしだるいのさかばほうろうき）は、BS-TBS（旧・BS-i）でTBSスパークル（旧・TBSビジョン）との共同製作により、2003年9月1日から毎週月曜日の21:00 - 22:00（JST）に放送されている日本の旅・バラエティ番組。吉田類の冠番組。ステレオ放送、文字多重放送を実施している。

## 概要
イラストレーター・俳人であり、酒に造詣の深い吉田類の冠番組。東京近郊を中心に、基本として日本各地の酒場を紹介する番組である。
吉田は当番組の開始に際して、「ただ飲んで、酔っぱらうよ」と宣言。ロケの最中には、「自分が飲もうとする酒に、あらかじめ水を混ぜておく」といった演出や「最初に訪れた酒場で気分が盛り上がったまま、次の酒場へ向かう」といった態度を控えながら、本人曰く「酒場の間合い」を守ることを当初から心掛けているという。このようなスタンスは視聴者や関係者から長年にわたって好評を博していて、『おんな酒場放浪記』という関連番組の誕生に発展したほか、BS-TBS以外のBSデジタル民放局でも『酒場放浪記』シリーズのようなロケ番組が相次いで制作されている。
2008年3月までは『グッドライフ』内で放送されていたが、同枠の終了に伴って、翌月4月から単独番組へ移行。2009年4月からは、基本として月曜日の21時台に放送されている。
2023年9月で、放送の開始から20年に到達。放送21年目に突入した同月4日放送分までの通算放送回数は1143回で、その間にロケで訪れた酒場は1121軒に及んでいる。また、2023年には番組史上初めての海外ロケを、「放送20周年の特別企画」として台湾で実施した。

### 番組の流れ
番組は1本15分（CM込み、後述）。
- 冒頭、酒場から近い駅の入口付近に吉田が現れ、その街の酒場事情などについてコメントする。
- その後、昼間は紹介する酒場付近の名所・施設・店舗などを散策[注釈 1]。
- 散策の後、酒場に入り店舗の様子を紹介。吉田が実際に注文、飲食しながら酒肴に寸評を加える。常連たちとの交流も定番のシーン。店内シーンの最後に店の住所・電話番号等の情報が字幕で表示される。
- 最後は店から出た吉田が暖簾の前でまとめのコメントをし、次の店にハシゴに向かうという体で終わる。この時、吉田作の俳句が入り、それを河本が読み上げ、最後に河本が一言コメントを残す。河本により句が詠まれるシーンは、吉田の歩きがスローモーションになる編集が施されている。

### 訪問する店
紹介する「酒場」は基本的には個人経営の居酒屋であるが、割烹風のいささか高級な店のほか、屋台、食堂、焼肉店、角打ち（つまみを出しその場で立ち飲みさせる酒店）など雑多な種類を取り上げている。バー、スナックの類は扱わない（バーは立ち寄りで訪問する場合あり）。

## 出演者
- 吉田類

画家、作家。番組では2014年頃までは「酒場ライター」、2015年からは「酒場詩人」という肩書で紹介される。
- 河本邦弘（ナレーター）

声優。第1回放送から全ての回でナレーターを務める。街や酒・肴の紹介はもとより、いわゆる「天然ボケ」の気がある吉田に突っ込む役割もこなす。スペシャル番組で出演経験あり。

## テーマソング

### オープニングテーマ曲

#### 現在
- ほろ酔いの王国　作曲：高田漣、タイトル命名：吉田類（2024年10月7日～）

#### 過去
- Egyptian Fantasy（エジプトの幻想） 演奏：The Klezmorim

シドニー・ベシェの演奏をクレズマーのバンドがカバーした曲である。オープニングテーマは第1回放送から数回は複数の曲を試しながら使用していたが、ジャズに詳しい音効スタッフが選定したこの曲が、番組と吉田の雰囲気に合っていたという理由で、そのまま定着することとなった。

### エンディングテーマ曲
エイモス・ミルバーンの以下の3曲のうちいずれかが使用される。
- One Scotch, One Bourbon ,One Beer
- Bad, Bad Whiskey
- Just One More Drink

## 放送時間

### 現在の放送時間

#### BS-TBS
- 月曜日 21:00 - 22:00（2009年4月 - 現在）

15分番組の4本立てで放送（基本的に1本目が新作、2本目 - 4本目は再放送だが、4本目は「特別編」が放送される場合がある）
2本目…6年前、3本目…2年前、4本目…前年（2012年4月30日 - 2013年3月25日）
2本目…3年前、3本目…2年前、4本目…前年（2013年4月1日 - ）
当番組の公式サイトでは、『おんな酒場放浪記』と同じく、収録済みのロケ映像に「＃～」という通し番号（第1回で最初に放送された映像には「＃1」）を付与。この番号は本放送の早い順に付けられていて、放送枠を拡大した「スペシャル版」内のロケ映像にも1本ずつ割り振られているため、新作と再放送を区別するうえでの目安にもなっている。
特別番組放送時は放送時間が変更されるほか、定時以外でも特別編成で放送される場合がある（後述）。
原則として年末・年始も含めて年間を通して通常通り放送されるが、2014年まではゴルフのマスターズ・トーナメントの中継放送（録画）がある日に限り放送休止となっていた。2019年は2018年10月の改編でスタートした『報道1930』との兼ね合いもあり、1時間遅れの22:00 - 23:00に放送する。
- 2018年12月3日放送分[注釈 6]からはBS-TBS 4Kでも同時放送。このため、それ以降制作分からは4Kカメラが導入されている。なおBS-TBS 4Kでは、4Kカメラで制作の回はタイトル画面の「酒場放浪記」の文字に縁取りが入っている（2Kカメラで制作の回は文字に縁取りなし。2K映像を4K映像にアップコンバートして放送する。）[注釈 7]。
- BS-TBSでは、2021年4月から毎週火曜日に編成していた『町中華で飲ろうぜ』の放送枠を、2023年の4月の改編から当番組の直後（毎週月曜日の22時台）に移動。『町中華で飲ろうぜ』も飲食店での飲酒を伴うロケ番組であることから、この改編の開始に合わせて組まれた「よいの日WEEK」（詳細後述）を皮切りに、数々のコラボレーション企画が実現している[3]。

#### TBSチャンネル
チャンネル1
- 月-金 8:40-9:00（2014年10月 - 現在）
- 月-金 16:40-17:00（2010年1月 - 現在）
- 火-土 0:40-1:00（2014年10月 - 現在）
- 火-土 5:40-6:00（2014年10月 - 現在）

チャンネル2
- 毎日 10:40-11:00（2014年10月 - 現在）
- 月-金 14:40-15:00（2014年10月 - 現在）

2003年放送分から順次再放送。当初は閉店した店を含んで放送していたが、現在は欠番エピソードを飛ばしながら放送している。また、『侍プロ野球』終了後に中継が長引いた場合に備えたクッション番組の位置づけとして、最大で10本前後まとめて放送されることもある。
当初はチャンネル1のみであったが、2014年4月からはチャンネル2でも放送を開始した（当初は随時『侍プロ野球・横浜DeNAベイスターズ主管試合』の中継が長引いた場合に備えたクッション番組の位置づけで放送していた）。10月からはチャンネル1・2とも、深夜など一部時間でレギュラー放送されている。

#### 地上波
IBC岩手放送
- 土曜日 17:00 - 17:30

2本立て。1本目はおおむね4年前の作品を順に、2本目はアトランダムに選んで放送している。
熊本放送
- 土曜日 5:30 - 5:45

『まるっと!サタデー』のネット打ち切りを受け2022年10月1日ネット開始。
テレビ埼玉
- 水曜日 20:00 - 20:30

2本立て。20:30からの『町中華で飲ろうぜ』と共に2023年8月30日ネット開始。

### 過去の放送時間
すべてBS-TBS（旧 BS-i）での放送時間

#### 『グッドライフ』枠内での放送
- 平日 8:00 - 8:15、19:30 - 19:45（2004年4月 - 2005年9月）
- 平日 9:30 - 9:45、19:30 - 19:45（2005年10月 - 2006年9月）
- 平日 9:30 - 9:45、18:30 - 18:45（2006年10月 - 2007年3月）
- 平日 9:30 - 9:45、19:30 - 19:45（2007年4月 - 2008年3月）

#### 単独番組化以降
- 土曜 22:30 - 23:00（2008年4月 - 9月）
- 土曜 19:30 - 20:00（2008年10月 - 2009年3月7日）
- 土曜 23:30 - 翌0:00（2009年3月11日 - 4月4日）

#### もういちど酒場放浪記
2004年10月から2011年3月まで行われていた過去の回の再放送。
- 月曜 0:00 - 0:30（日曜深夜、2004年10月 - 2006年3月）
- 月曜・火曜 23:00 - 23:30（2006年4月 - 9月）
- 火曜 23:00 - 23:30（2006年10月 - 2007年9月）
- 土曜 22:30 - 23:00（2010年10月 - 2011年3月）

#### 地上波
- 秋田放送（日本テレビ系列）：日曜1:48 - 2:03（土曜深夜、2012年4月7日 - 6月30日）

#### インターネット配信
2018年4月よりParaviで過去放送分（2015年よりTBSオンデマンドで配信されていたものを移管）を定額制見放題で有料配信している（直近の最新エピソードについては、放送終了後の月曜22:00から）。また、TBS FREE・TVer・GYAO!にて最新話限定で無料配信を行っている。
Paravi、TBS FREE、TVer
毎週月曜 22:00 更新
GYAO!
毎週火曜 10:00 更新

## 特別番組・特別編
番組の人気・知名度上昇が顕著となった2010年以降、長時間のスペシャルや通常放送枠の4本目で放送される「特別編」が度々制作されている。放送日・時間はいずれも初回放送時のもの。
- 『吉田類の今日は始球式』（＃390 2010年11月1日放送、通常枠の4本目）

2010年10月5日開催のプロ野球公式戦「横浜対巨人」（横浜スタジアム）で、番組宣伝の一環として吉田が始球式を務め、BS-TBSで放送された同日の中継に出演した模様を纏めた企画。
- 『吉田類の酒場放浪記スペシャル〜奥の酒道・芭蕉と呑む!〜』（2010年12月25日放送、BS-TBS開局10周年記念番組）

この放送をもって、番組で紹介された酒場が400件を超えた。
- 『酒場放浪記スペシャル〜海の男 吉田類とほろ酔い3人娘〜』（2012年6月6日放送）

新規放送では番外編として『吉田類の今日は釣り日和』を放送。城ヶ島の「中村屋」（＃488、神奈川県三浦市）が紹介された。
- 『祝!10周年!吉田類の酒場放浪記スペシャル〜10年の奇跡をふりかえろう〜』（2013年9月8日放送）

550回を超える放送エピソードより、主に地方ロケの回を中心にセレクトして放送。
- 『吉田類の赤坂サカスで10周年!!』（2013年9月30日放送、通常枠の4本目）

同年9月1日に赤坂サカスで行われた番組10周年を祝うトークライブの模様を放送。当番組のスピンオフである『おんな酒場放浪記』に出演の倉本康子、古賀絵里子、栗原友の3人が駆けつけ、吉田とビールを飲みながらトークを展開した。
- 『吉田類の酒場放浪記 忘年会スペシャル』（2013年12月2日放送、20:00 - 22:00、途中20:54 - 21:00は『ハイボール万歳!』を放送）

550回を超える放送エピソードより5作品が再放送された他、前述のパイロット版『東京下町 居酒屋をゆく』から#1（ 森下「山利喜」）を放送。各話の間には梅島の「こんちゃん」（#312、2009年8月3日放送分で紹介）で吉田が酒と肴をいただきながら2013年を振り返り、10周年記念関連の番組本とDVD紹介、終盤には吉田による『BAD BAD WHISKEY』の生歌が披露された。
- 『吉田類の酒場放浪記 暑気払いスペシャル』（2014年7月7日放送、20:00 - 22:00、途中20:54 - 21:00は『ハイボール万歳!』を放送）

東京・上野の「上野精養軒」ビアガーデンをメインの収録場所にし、ゲストに河本を迎えて過去夏ごろに放送された5作品と新作1作品を放送。（ただし河本は後姿と声だけの出演となった。）
- 『吉田類の今日は授賞式』（2014年10月6日放送、通常枠の4本目）

9月4日に「グランドプリンスホテル高輪プリンスルーム」で『第12回グッドエイジャー賞』（主催：日本メンズファッション協会、グッドエイジング委員会）が開催。受賞者は吉田類のほかに、金美齢、竹下景子、小松政夫、堀内孝雄、吉田輝幸が受賞。夜には近くの居酒屋「壇太」で一人祝賀会を行った。
- 『吉田類の酒場放浪記 忘年会スペシャル』（2014年12月1日放送、20:00-22:00<前編>、12月7日18:00-21:00<後編>）

前年・2013年に続く忘年会は前後編2部構成・合計5時間の長編となった。後編は2013年12月31日生放送の「年またぎ酒場放浪記」で初出された「九州横断!龍馬の足跡を辿る」（後述）を再放送した。
- 『吉田類の酒場放浪記 大晦日スペシャル』（2015年12月31日放送、12:00-19:00）

過去に放送された「奥の酒道・芭蕉と呑む!」「古事記1300年 日本神話の酒を呑む!」「九州横断! 龍馬の足跡を辿る」「開創1200年! 四国お遍路歩き旅」の4本を7時間に渡り放送（後述）した。
- 『吉田類の今日は陶芸家』（2018年6月4日放送、通常枠の4本目）

6月6日から12日まで銀座三越の7階ギャラリーで行われた個展に出展のために愛知県に行き瀬戸焼のとっくり、杯、おちょこなど酒器の絵付けの様子と通常の酒場巡り1本を放送した。
- 『吉田類の酒場放浪記 放浪1000回スペシャル』（2021年2月22日放送）。俳優の藤原竜也がVTRにて祝福コメントを寄せた[5]。

東京・森下にある居酒屋「山利喜」（1本目）で放浪1000回を記念し、同じ居酒屋を収録場所にして、案内役に『おんな酒場放浪記』に出演中の倉本康子を迎え、スペシャルゲストとして酒場放浪記ファンである藤原竜也、奈緒による番組への応援メッセージ（VTR）、そして歌人の俵万智（リモート中継）と共に過去の放送を振り返った。ちなみに吉田は、前身番組『東京下町 居酒屋をゆく』の第1回（2003年6月2日放送）に向けたロケでも「山利喜」を訪れている。
- 『吉田類の酒場放浪記 よいの日WEEK2時間スペシャル』（2023年3月27日放送）[6]

- 『吉田類の酒場放浪記20周年スペシャル　台湾グルメで乾杯!』（2023年9月18日に放送）

番組史上初めての海外ロケを、放送20周年の節目に台湾で実施した際の映像で構成。
- 『今日は歌舞伎俳優と一献・浅草「もがみや」』（2024年2月19日・26日放送）

歌舞伎俳優中村勘九郎 (6代目)と浅草にある居酒屋「もがみや」で対談した。
- 『新オープニングをレコーディング』（2024年9月30日放送）

番組放送21年目を迎え、オープニング曲を高田漣によるオリジナル曲『ほろ酔いの王国』のレコーディングの様子と対談を放送。

### 年末年始向けの特別番組
BS-TBSでは、2010年12月31日から2011年1月1日にかけて『年またぎ酒場放浪記〜吉田類とカウントダウン〜』を放送したことを皮切りに、このタイトルによる「年越し番組」を2023年度（2023年 - 2024年）まで編成。大晦日（12月31日）の23時59分50秒から10秒間は新年へのカウントダウン、元旦になった瞬間（1月1日の0時）からは吉田・スタッフ・訪問先の酒場の常連客などによる樽酒の鏡開きの模様を放送している。
実際には全編を通じて生放送を実施しておらず、過去のレギュラー版の再放送や、新たに収録したロケ企画を中心に構成。カウントダウンや鏡開きのシーンについても、年末に収録を済ませていた。ちなみに、2012年度（2012年 - 2013年）の『年またぎ酒場放浪記』では、番組史上初めて6時間もの放送枠を確保していた。
2013年 - 2014年（12月31日21:00 - 1月1日1:00）は、大分県、熊本県、長崎県の3県をまたぎ、坂本龍馬がたどった道のりを歩みながら居酒屋を訪れる「九州横断!龍馬の足跡をたどる&樽酒鏡開き」（#578-584）を放送した。
2014年 - 2015年（時間同上）は、「開創1200年・四国お遍路歩き旅&樽酒鏡開き」というタイトルで編成。四国八十八か所遍路巡礼をしながら、四国の居酒屋を巡る様子（#637-643）を伝えた。
2015年 - 2016年（時間同上）は、「生誕300年 蕪村を訪ね京都をさまよう&樽酒鏡開き4時間スペシャル」というタイトルで編成。吉田が「心の師」と仰ぐ与謝蕪村が一時居を構えた京都から歴遊した丹後まで、蕪村の足跡を辿りながら呑み渡る様子、それに恒例の新年カウントダウンと樽酒鏡開きの模様が放送された。今回は番組中で『おんな酒場放浪記』の傑作選も放送された。これとは別に12:00-19:00に「大晦日スペシャル」も放送され、年越しの特番としては、中断2時間をはさむ11時間のマラソン放送が実現した。
2016年 - 2017年の年越し特番は、本編を再放送だけに充てたうえで2時間枠（12月31日23:00 - 1月1日1:00）に縮小。その一方で、翌々日（1月2日）は月曜日であったことから、3時間スペシャルとして「世界遺産熊野へ!古道歩き酒めぐり」を放送した。
2019年 ｰ 2020年（12月31日21:00 - 1月1日1:00）は、「神秘とファンタージーあふれる岩手列車旅」というタイトルで編成。岩手県の各地を列車で旅しながら居酒屋を巡る様子（＃929 - ＃934）を伝えた。これで、放送開始から16年で47都道府県全て制した。
2020年 - 2021年（時間同上）は、「絶景!温泉・酒！歌人・若山牧水がめぐった日本ロマンチック街道の旅」というタイトルで編成。歌人の若山牧水が生涯巡った日本ロマンチック街道で静岡県、長野県、群馬県の3県の居酒屋を巡る様子を放送した（#987 - #992）。
2021年 - 2022年（時間同上）は、「大自然と歴史の魅力が溢れる!高知列車旅＆樽酒鏡開き」というタイトルで編成。吉田の故郷である高知県を列車で旅し、居酒屋を巡る内容を放送した（＃1045 - ＃1051）。
2022年 - 2023年（時間同上）は、「～姫路・倉敷・尾道・岩国へ!西国街道300キロ 城めぐり酒蔵めぐり&樽酒鏡開き4時間スペシャル～」というタイトルで編成。西国街道の兵庫県姫路市から倉敷、尾道、岩国の城や居酒屋を巡る内容を放送した（＃1103 - ＃1108）。
2023年 - 2024年（時間同上）は、「～酒は愛!飲んで、食べて、冬の東北めぐり～」というタイトルで編成。吉田が東日本大震災（2011年3月11日発災）の被災地を福島県いわき市から海岸沿いに岩手県宮古市まで北上しながら、福島県内（いわき市・浪江町）、宮城県内（気仙沼市）、岩手県内（釜石市・宮古市）の老舗酒場や酒蔵を飲み巡った映像を放送した。「年またぎ酒場」には、2023年10月から『おんな酒場放浪記』の「酒場おんな」に加わった日比麻音子（TBSテレビアナウンサー）が出演。日比が『おんな酒場放浪記』へ初めて出演した回（レギュラー起用前の2023年3月31日に放送された「よいの日スペシャル」）や、当該回のロケ先であった東京都江戸川区の「酒場　山城屋」で同年内に収録された「鏡開き」の映像を放送した後に、視聴者からのリクエストを基に選ばれた「もう一度見たい放送回」の映像を流していた。なお、12月31日の本編直前（19:00 - 21:00）には、『祝20周年初海外スペシャル　台湾グルメで乾杯!』（2023年9月4日本放送）の映像に未公開シーンを追加した「再編集版」も放送。
2024年 - 2025年には、前年度（2023年 - 2024年）まで『年またぎ酒場放浪記』を編成していた大晦日の深夜に『ヒロシのぼっちキャンプ』の「年またぎ4時間スペシャル」が組まれたことに伴って、同番組の開始直前（2024年12月31日の19:00 - 20:54）に『祝20周年初海外スペシャル　台湾グルメで乾杯!』の再放送、2025年の元日（19:00 - 20:54）には『吉田類の酒場放浪記　元日スペシャル』が放送された。『元日スペシャル』については、吉田による伊勢神宮への参拝を兼ねた酒場ロケ企画や、奈緒（俳優）との「新春サシ飲み対談」を放送することが告知されている。

### BS民放5局による合同特別番組
2019年12月1日に『BS5局で生放送!鶴瓶&安住の放送局漫遊記』で当番組に訪問。落語家の笑福亭鶴瓶、TBSの安住紳一郎アナウンサーが吉田とトーク、20時30分のグランドフィナーレでは、反町理（フジテレビ報道局解説委員長）、徳光和夫、おかゆ、ナイツなど豪華出演者が集結した。

## 関連作品

### 書籍
いずれも、出版元はTBSサービス
- 吉田類の酒場放浪記（2009年4月20日発売、ISBN 978-4-904345-01-6）
- 吉田類の酒場放浪記 2杯目（2010年7月5日発売、ISBN 978-4-904345-10-8）
- 吉田類の酒場放浪記 3杯目（2010年12月13日発売、ISBN 978-4-904345-14-6）
- 吉田類の酒場放浪記 4杯目（2011年7月18日発売、ISBN 978-4-904345-22-1）
- 吉田類の酒場放浪記 5杯目（2011年12月19日発売、ISBN 978-4-904345-28-3）
- 吉田類の酒場放浪記 6杯目（2012年8月20日発売、ISBN 978-4-904345-32-0）
- 吉田類の酒場放浪記 7杯目（2013年11月30日発売、ISBN 978-4-904345-38-2）
- 吉田類の酒場放浪記 8杯目（2014年7月24日発売、ISBN 978-4-904345-39-9）
- 吉田類の酒場放浪記 9杯目（2015年7月17日発売、ISBN 978-4-904345-40-5）

### DVD
いずれも、販売元はよしもとミュージックエンタテインメント
- 吉田類の酒場放浪記 其の壱（2008年6月25日発売、YRBN-90028）
- 吉田類の酒場放浪記 其の弐（2008年6月25日発売、YRBN-90029）
- 吉田類の酒場放浪記 其の参（2009年11月25日発売、YRBN-90078）
- 吉田類の酒場放浪記 其の四（2009年11月25日発売、YRBN-90079）
- 吉田類の酒場放浪記 其の伍（2011年10月26日発売、YRBN-90278）
- 吉田類の酒場放浪記 其の六（2011年10月26日発売、YRBN-90279）
- 吉田類の酒場放浪記 其の七（2012年12月19日発売、YRBN-90526）
- 吉田類の酒場放浪記 其の八（2013年1月30日発売、YRBN-90527）
- 吉田類の酒場放浪記 其の零 祝10周年 2003 東京下町 居酒屋をゆく/なにわ大阪 居酒屋をゆく（2013年10月23日発売、YRBN-90635）
- 吉田類の酒場放浪記 其の九（2015年12月2日発売、YRBN-91000）
- 吉田類の酒場放浪記 其の拾（2015年12月2日発売、YRBN-91001）[8]
- 吉田類の酒場放浪記スペシャル〜奥の酒道・芭蕉と呑む!（2018年12月26日発売、YRBN-91264）

### サウンドトラック
- 吉田類の酒場放浪記 サウンド・トラック（2013年11月13日発売、ポリスター、XQJX-1038）
- 吉田類の酒場放浪記 サウンド・トラック～20周年記念盤～（2023年9月20日発売、ポリスター、PSCH-3001）

## その他
- 当初は事前取材をせず、そのまま吉田が行き当たりばったり店を巡ることで、1回で2 - 3軒分収録し、予算を抑えていたという。現在の収録は1軒2時間以上で2本撮りを基本に、飲む量は多い時は2升ぐらい飲むことがあると吉田自身がラジオで発言している。
- オープニングで使用されている映像は第1回に放送された『いせや総本店』（吉祥寺）であり、その当時の店内の様子が映されている（後に老朽化のため同店は2006年9月25日で改装のため閉店）。姉妹番組『おんな酒場放浪記』のオープニングでは同店の新装後の映像が使用されており、初回もその店が紹介された。ちなみに第1回の『いせや総本店』の回のエンディングに、新テーマ曲『ほろ酔いの王国』を作曲した高田漣の父でフォークシンガーの高田渡が店外にあった公衆電話を掛けているところが映り込んでいた。
- 2011年4月からは番組特製のマイ箸を持ち込んでいる。
- 2010年6月以降は、吉田が出演するスポンサーとのコラボレーションCMを以下のように制作したうえで、当番組内で流すことがある。
  - コラボレーションCMの先駆けになったのは「パンシロンAZ」（ロート製薬）のCMで、2010年6月14日から一時放送されていた[11]。同社は後にスポンサーを降板していた[注釈 12]が、2014年10月に復帰したことから、「パンシロン01プラス」のコラボレーションCMが同月16日から新たに放送されている[12]。ちなみに、吉田はいずれのCMにも「酒場詩人」という肩書で出演。末広響子（気象予報士の資格を持つ女優）が酒場の女将役で共演している[13][14]ほか、河本がナレーターとして（パンシロンシリーズのCMの代名詞である）「パンシロンでパンパンパン」というフレーズなどを入れている。
  - 2013年5月6日からは、吉田の出演による日本蒸留酒酒造組合の「甲類焼酎」キャンペーンCMを、およそ3か月にわたって番組内で放送。2014年10月6日から2017年3月まで、再び流れていた[注釈 13]。
  - 森永製菓が2021年10月に「チョコボールのなかみ」を発売した際には、吉田の出演と河本のナレーションによるコラボレーションCMを放送した。
  - 2022年からは、「パンシロン01プラス」に加えて、「トゥルースリーパー」（ショップジャパンが販売しているオーバーレイ型のマットレス）のコラボレーションCMも放送。「吉田が旅先で酒場を巡ってから、『トゥルースリーパー』がベッドに敷かれているホテルの客室で快眠する」という設定が為されている。
- BS-TBSで放送されていた『ぼいすた!』（2011年5月21日放送分）で、当番組が番組ランキング1位であることを発表（『ぼいすた!』は2位）。
- 2012年4月2日から9月24日放送分までは番組の最後に次回の放送内容が予告されていたが、10月1日放送分からは一旦廃止され、2013年1月7日放送分から再び予告画面がエンディングの提供スポンサーに挿入されるようになった。2013年4月1日からはスポンサーが増えて分割制になり、3本目の放送前に提供読みされている。さらに7月1日からはスポンサーバックの背景が暖色系に右隅にお猪口と徳利が置かれている一枚絵に変更された。2014年4月21日からは、酒場店内や料理の映像（焼き鳥等）に変更された。
- 2013年7月1日放送分でナレーターの河本の出身地である山口県屋代島が紹介され、両親が大畠「居酒屋 政」（＃550）の店内で登場。河本は収録まで内容を知らされておらず、番組スタッフのドッキリだったという。近年河本自身は故郷にはほとんど帰省していなかったため、最後に「たまには故郷へ帰ろう」と締めていた[注釈 14]。
- 2015年5月1日放送の『ぴったんこカン・カン』（TBSテレビ）で、酒好きである女優の吉田羊をゲストに招いた際『吉田羊の酒場放浪記』というパロディ企画が放送された。その後も複数回放送され、いずれも一部分のナレーションを河本が担当。また2018年12月7日放送回では、吉田もゲスト出演し吉田羊と同番組司会の安住紳一郎（TBSアナウンサー）との初共演を果たした。
- 2015年12月27日、TBSテレビで『吉田類の酒場放浪記傑作選2015！』と銘打ち、過去にBS-TBSで放送された回を1時間にわたり放送した（関東ローカル）。TBSテレビの番組サイトでは「BS-TBSの人気番組がついに地上波初登場！！」と紹介された[16]。2018年12月31日にもTBSテレビで『吉田類の酒場放浪記傑作選2018!』を放送した[注釈 15]。
- 吉田類はNHKラジオ第1・NHK-FMの深夜番組『ラジオ深夜便』の『ないとガイド』2016年4月10日放送分から毎月第2日曜枠に登場し、「酒で綴るにっぽんの旅(2018年度から『酒のある風景』)」を担当している。同コーナーでは当番組の内容が語られることもある（いわゆるネタバレ要素が含まれている）。
- 2018年12月1日 4K放送開始、同時に字幕放送も開始された[注釈 16]。
- 2020年5月4日 新型コロナウイルス感染拡大防止のため、#952（市川真間「十兵衛」/同年3月24日収録）を最後にロケを自粛。これに伴い、番組の第1パート（冒頭15分間）の部分は、吉田の事務所（自宅兼アトリエ）からの中継形式とし、過去に取材した店舗の主人とテレビ電話で会話しながらそこにちなんだ酒やおつまみを取り寄せて進行する「吉田類の今日はお家呑み」が5月25日から6月29日までと、2021年8月9日から放送。2020年7月6日と27日は「酒場再訪記」のタイトルで過去に訪れた店を訪ねている。
  - #953（2020年5月25日）〜秋田・富山からお取り寄せ〜
  - #954（6月1日）〜和歌山・島根からお取り寄せ〜
  - #955（6月8日）〜岩手からお取り寄せ〜
  - #956（6月15日）〜宮城・宮崎からお取り寄せ〜
  - #957（6月22日）〜京都・高知からお取り寄せ〜
  - #958（6月29日）〜山形・石川からお取り寄せ〜
  - #959（7月6日）吉田類の酒場再訪記〜ふたたび秋葉原・三軒茶屋へ〜
  - #960（7月13日）御嶽(東京都青梅市)「長尾茶屋」 〜『吉田類の今日は休肝日』〜
  - ＃962（7月27日）吉田類の酒場再訪記〜ふたたび新橋・菊川へ
  - ＃1020（2021年8月9日）〜鹿児島・北海道からお取り寄せ〜＃1021
  - ＃1022（8月16日）北野（東京都八王子市）「鎌田鳥山」〜『今日は夏休み』〜
  - ＃1023（8月23日）〜兵庫からお取り寄せ〜
  - ＃1025、1026（9月6日）川井（東京都奥多摩）「河井キャンプ場」〜『今日はキャンプ日和』〜
  - ＃1027（9月13日）〜静岡からお取り寄せ〜
  - ＃1028（9月20日）〜茨城からお取り寄せ〜、＃1029〜島根からお取り寄せ〜
  - ＃1030（9月27日）〜京成立石「東邦酒場」からテイクアウト〜
  - ＃1031～町屋「やきとん増田」からテイクアウト〜1032（10月4日）〜立会川〜「鳥勝」からテイクアウト
  - ＃1033（10月11日）〜八王子〜「小太郎」からテイクアウト

- 玉川徹は、自身がレギュラーを務める『羽鳥慎一モーニングショー』の番組内で、当番組のファンであることをしばしば公言している。
- 2021年6月7日に発表された一般社団法人全日本テレビ番組製作者連盟（ATP）主催の「第37回 ATP賞」で、「吉田類の酒場放浪記」制作チームが特別賞を受賞した[17]。
- 2021年6月14日 8月30日新型コロナウイルスによる緊急事態宣言及びまん延防止等重点措置のため、ロケを自粛し、自宅のアトリエのある庭でベランピングをする「吉田類の今日はおうちキャンプ」（30日はおうちキャンプリベンジ）を放送した。
- BS-TBSでは、当番組と『町中華で飲ろうぜ』を対象に、有料会員制・会員特典付きの「ファンクラブ」を2022年11月14日から個別に設けている。また、2023年3月27日（月曜日）から4月1日（土曜日）までの期間を「よいの日WEEK」に設定。この期間と重なった3月27日放送分では、『吉田類の酒場放浪記 よいの日WEEK 2時間スペシャル』として放送枠を2時間近く（21:00 - 22:54）にまで拡大するとともに、藤原竜也をゲストに迎えての立ち呑み対談企画が盛り込まれた。藤原は当番組の大ファンであることをかねてから公言していて、前述したように、通算1000回目の放送にもVTRでコメントを寄せている[18]。ちなみに、この期間中（3月31日）に「よいの日スペシャル」として1時間枠で放送された『おんな酒場放浪記』には、TBSテレビの現職アナウンサーから初めて日比麻音子が「酒場おんな」として出演した。
  - 「よいの日WEEK」のクロージング・プログラムとして2023年4月1日の19:00 - 20:54に編成された『オトナを楽しもう 春のよいの日 生放送スペシャル』では、日比が進行役を務めたほか、『酒場放浪記』シリーズを代表して吉田と『おんな酒場放浪記』の倉本がゲストで出演[19]。「もう一度食べたい!絶品メニュー」（ゲストが同局での番組ロケで実食した料理から選んだ「とっておきの2品」を紹介する企画）では、吉田が当番組の2005年1月6日放送分から「兵六」（東京都千代田区）の炒麺、同月13日放送分から「カブト」（東京都新宿区の「思い出横丁」内で営業している鰻料理専門店）の肝焼を挙げていた。ちなみに、「カブト」の肝焼については、同店の厚意で倉本を初めとする共演者にも振る舞われている。
- 放送の開始から20周年を迎えた2023年には、「『吉田類の酒場放浪記』放送20周年記念ファンの集いVol.1」（ツイキャスによるライブ動画の配信と連動した有料イベント）を新宿ロフトプラスワンで9月9日（土曜日）の19:00から開催。吉田に加えて、翌10月から『おんな酒場放浪記』にレギュラーで出演することが発表されたばかりの日比が登場した。
  - 「放送20周年記念ファンの集いVol.1」の開催に際しては、「『吉田類の酒場放浪記』ファンクラブ」の会員を対象に会場チケットの先行販売を実施した一方で、動画配信限定のチケットをツイキャスで別途販売。ツイキャスでは、配信チケットの購入者を対象に、ライブ動画のアーカイブ配信を終演の直後から9月23日（土曜日）までの2週間限定で実施している。
- レギュラーネット局の一つである熊本放送（RKK）では、『くまもとの日本酒～酒蔵めぐりでおもてなし～』（2024年12月18日の20:00 - 20:54に熊本ローカルで放送の特別番組）の制作に際して、『酒場放浪記』シリーズのレギュラー出演者から吉田と日比を熊本県内でのロケに招聘。吉田は田名網駿一（RKKアナウンサー）、日比は糸永有希（RKKアナウンサー）とのコンビで複数の酒蔵を訪ねていた。

## 注